# 沙特·本·阿卜杜勒-阿齐兹·阿勒沙特
沙特·本·阿卜杜勒-阿齐兹·阿勒沙特（Saud bin Abdul Aziz，1902年1月15日—1969年2月23日），沙烏地阿拉伯前国王兼首相。
沙特·本·阿卜杜勒-阿齐兹的父親是阿卜杜勒·阿齐兹·沙特，他且是国王在世最年长的儿子，1933年5月11日被立为王储，1953年11月9日即位成为国王。1964年11月2日，其弟，也是王儲的费萨尔·本·阿卜杜勒-阿齐兹·阿勒沙特聯合多位朝中大臣一起發動政變，政變中他遭废黜，並流亡至瑞士日内瓦（共在位10年359天）。1966年埃及总统纳赛尔邀请他居住在埃及。1969年逝世于希腊雅典，遺體入葬位於利雅德的奥德公共墓地 。

## 家族
沙特國王在世時共有51名妻子，比先父阿卜杜勒-阿齊玆國王还要多11人；其中有本名的8人以外，其他人全都本名不詳；但幾乎沒一人無生育兒女。兒女一共有127人，其中男孩58名，女孩69名。
| 前任： 父 阿卜杜勒-阿齊玆 | 沙特阿拉伯國王 1953年-1964年 | 繼任： 弟 費薩爾 |